# Faizabad (India)
Faizabad is een stad en gemeente in het district Ayodhya van de Indiase staat Uttar Pradesh. Tot 2018 was het de hoofdstad van het district Faizabad, maar dit district werd hernoemd naar Ayodhya, waarbij de gelijknamige stad Ayodhya de status van hoofdstad overnam.

## Demografie
Volgens de Indiase volkstelling van 2001 wonen er 144.924 mensen in Faizabad, waarvan 52% mannelijk en 48% vrouwelijk is. De plaats heeft een alfabetiseringsgraad van 71%.

## Geboren
- Barry Hay (1948), Nederlands popzanger en -muzikant
- Akhil Kumar (1981), Indiaas bokser